# Genska pištola
Genska pištola je naprava, s katero lahko v poskusne rastlinske ali živalske celice na enostaven način vnesemo novo genetsko informacijo. Deluje tako, da mikroskopske delce zlata prevlečemo z molekulami DNK (geni), ki jih želimo vstaviti v poskusne organizme, potem pa te delce s pomočjo bata, ki deluje na stisnjen plin (na primer helij) izstrelimo proti poskusnemu organizmu, kjer skozi celično membrano prodre v notranjost. Ker so delci, prevlečeni z DNK, zelo majhni, redko poškodujejo celice do take mere, da bi odmrle. V notranjosti se DNK sprosti z delcev in se lahko vključi v kromosome gostiteljske celice. Te nato začnejo proizvajati beljakovine, ki so zapisane na vstavljenih genih.
Genske pištole so po obliki nekoliko podobne pravim, le da so običajno iz plastike in precej večje ter priključene na vir stisnjenega plina. Laboratorijske izvedbe imajo obliko škatle, v katero postavimo poskusno rastlino ali žival, na zgornji strani pa je cev z batom in merilniki. Tudi v tem primeru je naprava priključena na prožilni plin.
Veda, ki se ukvarja s tovrstnim vnosom bioloških molekul v celice, se imenuje biolistika (podobno kot se balistika ukvarja s fiziko izstrelkov), način vnosa molekul z opisanimi napravami pa biolistični.